# Harpije
Harpije so v grški mitologiji divje roparske ptice z ženskimi glavami, ki predstavljajo grabežljivost, zlobo in nemirno vest.